# Merseyside
Merseyside je metropolitní hrabství a ceremoniální hrabství v anglickém regionu Severozápadní Anglie. Zaujímá převážně aglomeraci Liverpoolu, dalšími významnými městy jsou St Helens a Birkenhead. 
Název nese podle řeky Mersey. Rozloha hrabství je 647 km² a hraničí s hrabstvími Lancashire (na severovýchodě), Velký Manchester (na východě), Cheshire (na jihu a jihozápadě) a na západě se nachází Irské moře. Merseyside bylo vytvořeno při reformě místní správy v roce 1974 vyčleněním 22 okresů z hrabství Lancashire a Cheshire. Region je známý hustým osídlením a převahou průmyslu (výroba automobilů, skla, kosmetiky). Zdejšími pamětihodnostmi jsou liverpoolské historické doky, St George's Hall s koncertní síní, anglikánská i římskokatolická katedrála, World Museum a muzeum Beatles. Southport v severní části Merseyside je významným přímořským letoviskem. Územím hrabství prochází Severozápadní zelený pás. Místní dialekt je nazýván scouse.
Zápas mezi místními fotbalovými kluby Liverpool FC a Everton FC je znám jako Merseyside derby.

## Administrativní členění
Hrabství se skládá z pěti metropolitních distriktů:
1. City of Liverpool
2. Sefton
3. Knowsley
4. St. Helens
5. Wirral